# Wellwater Conspiracy
Wellwater Conspiracy ist eine Rock-Band um Matt Cameron und John McBain. Ursprünglich beinhaltete die Band den ehemaligen Soundgarden-Bassisten Ben Shepherd, der die Band 1998 verließ.

## Geschichte
Wellwater Conspiracy wurde 1993 von Matt Cameron, Ben Shepherd und John McBain gegründet. Die ersten Aufnahmesessions fanden im Keller von Cameron’s Haus statt.
Mitte der 1990er Jahre veröffentlichte die Band zwei Singles.
1997 veröffentlichte die Gruppe ihr Debütalbum Declaration of Conformity. Kurz darauf wurde Cameron ausgewählt, Jack Irons als Schlagzeuger für die Grunge-Gruppe Pearl Jam zu ersetzen. Cameron und McBain entschlossen sich jedoch, die Gruppe als permanentes Nebenprojekt beizubehalten, und die Gruppe veröffentlichte drei weitere Wellwater Conspiracy-Alben seit ihrem Debüt: Brotherhood of Electric: Operational Directives (1999), The Scroll and Its Combinations (2001) sowie Wellwater Conspiracy (2003).
Die Musik der Band kann durch psychedelischen Garage Sound beschrieben werden. Häufig spielt die Band mit befreundeten Musikern zusammen. Hervorzuheben sind dabei Keyboarder Glenn Slater der Folk Rock-Gruppe The Walkabouts, Kim Thayil von Soundgarden, Eddie Vedder von Pearl Jam sowie Josh Homme der Queens of the Stone Age und Kyuss.

## Diskografie
- Declaration of Conformity (1997, Third Gear)
- Brotherhood of Electric: Operational Directives (1999, Time Bomb)
- The Scroll and Its Combinations (2001, TVT)
- Wellwater Conspiracy (2003, Megaforce)